# Constanze Hallgarten
Constanze Hallgarten (* 12. September 1881 in Leipzig; † 25. September 1969 in München) war als Frauenrechtlerin und Pazifistin eine der führenden Frauen der deutschen Friedensbewegung. Sie warnte früh vor den Gefahren des Nationalsozialismus und stand bereits beim Hitler-Ludendorff-Putsch 1923 auf einer „schwarzen Liste“ der Nationalsozialisten.

## Leben
Constanze, Tochter der Malerin Philippine Wolff-Arndt und ihres Ehemanns Anton, heiratete im März 1900 in Leipzig den privatisierenden Germanisten und Juristen Robert Hallgarten (1870–1924). Aus der Ehe gingen der Historiker George W. F. Hallgarten und der Maler Richard Hallgarten, genannt Ricki, hervor.
Ab 1919 war sie Leiterin der Münchener Gruppe der „Internationalen Frauenliga für Frieden und Freiheit“, weiter engagierte sie sich intensiv im Völkerbund. Sie war 1931 eine der Begründerinnen der deutschen Sektion der „Weltliga der Mütter und Erzieherinnen“ und veranstaltete am 13. Januar 1932 eine Friedenskundgebung in München, bei der neben der französischen Pazifistin Marcelle Capy auch Erika Mann, die Freundin ihres Sohnes Richard, als Rednerin auftrat.
Nach der „Machtergreifung“ der Nationalsozialisten verließ sie Deutschland mit ihrer Mutter Philippine und ihrem Sohn Wolfgang. Zunächst emigrierte sie in die Schweiz, einige Zeit später nach Frankreich. Mit ihrer Mutter lebte sie dort zunächst in Versailles, später in Paris.
1941 konnte Constanze Hallgarten unter großen Schwierigkeiten vom besetzten Paris aus über Marseille zu ihrem Sohn George W. F. Hallgarten ins amerikanische Exil fliehen. 1949 nahm sie an einem Kongress der „Frauen-Friedens-Liga“ teil.
Im Jahr 1955 kehrte Constanze Hallgarten nach Deutschland zurück und engagierte sich weiter in der „Internationalen Frauenliga für Frieden und Freiheit“. Bis zu ihrem Tod 1969 war sie dort aktiv.

## Ehrungen
Im Münchner Stadtteil Obersendling wurde 2017 die Constanze-Hallgarten-Straße nach ihr benannt.

## Autobiografie
- Als Pazifistin in Deutschland : Biographische Skizze. Stuttgart : Conseil, 1956 (Niederschrift 1940)